# Dombra
A kazak szavak átírása a 2018. február 19-én kiadott № 637 elnöki rendelettel előírt átírás szerint történt.
A dombra vagy dombıra (nogaj: домбра, dombra, kazakul: домбыра) számos közép-ázsiai országban, a türk népek által széles körben használt, a nyeles lantok családjába tartozó, hosszú nyakú, körte alakú, két- vagy többhúros pengetős hangszer. A dombrát a kazakok, a nogajok és a kalmükök népi hangszerüknek tartják, a kazak nép egyik legkorábbi, legnépszerűbb hangszere. Ez a hangszer saját zenei karakterrel bír, amely fontos szerepet játszik a kazakok életében. A korai epikus hagyomány részeként a dombra férfiak előadta hősénekek (jyr/жыр [zsör]), tanító-nevelő jellegű elmélkedések (tolǵaý/толғау [tolhrau]), recitativ dallamok kísérője, ami a küj (kúı/күй), mint önálló hangszeres zenei műfaj kialakulásához vezetett.

## Története

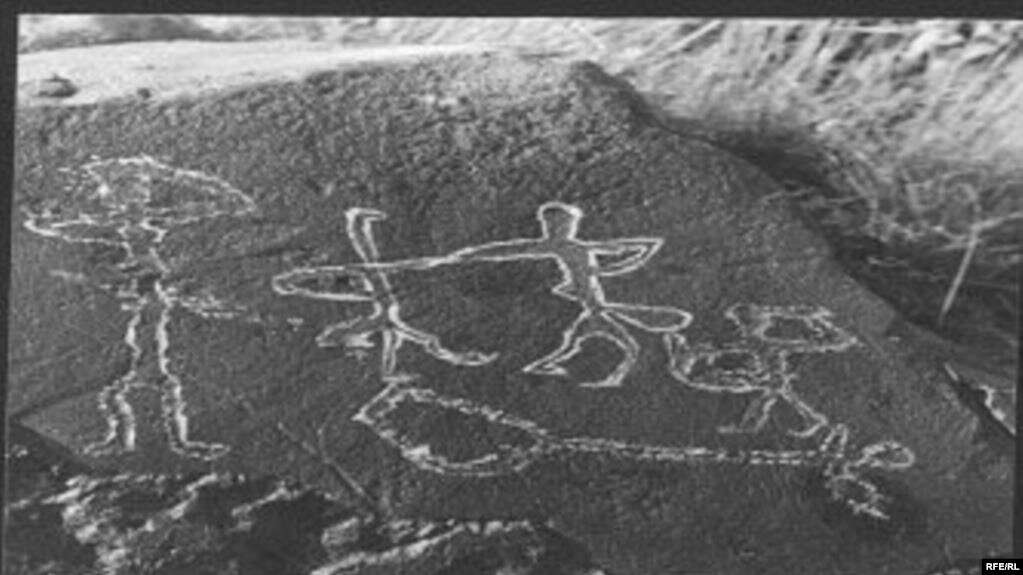
1986-ban talált, táncosokat és dombrát ábrázoló kb. 6000 éves sziklarajz – Kazahsztán, Almati régió, Maıtóbe nyári szállás

1986-ban Kazahsztánban, az Almati régióban, magasan a hegyekben, a Maıtóbe jaılıaý nyári szálláson (жайляу Майтөбе), Sábetqazy Aqataev (Сəбетқазы Ақатаев) professzor, Jaǵda Babalyquly (Жағда Бабалықұлы) néprajzkutató segítségével felfedeztek egy sziklarajzot, amely egy hangszert és négy táncoló embert ábrázol különböző pózokban. A híres régész, Kemel Aqyshev (Кемел Ақышев) kutatása szerint ez az ábra a neolitikumból (Kr.e. 4000 körülről) származik. Az ezt a rajzot ábrázoló szikladarab jelenleg az Yqylas Dúkenuly (Ықылас Дүкенұлы) nevét viselő Kazak Népi Hangszerek Múzeumában (Қазақтың Халық Музыка Аспаптары Мұражайы есімі Ықылас Дүкенұлы) található, Kazahsztán Almati városában. A képen a valamikori művész által a sziklán ábrázolt hangszer láthatóan nagyon hasonlít a dombra alakjához. Mindezek alapján elmondható, hogy a jelenlegi dombra prototípusa kb. 6000 évvel ezelőtti, és az egyik első pengetős hangszer – az ilyen mai hangszerek előfutára. 
A régészeti tanulmányok kimutatták, hogy a szaka nomád törzsek több mint 2 ezer évvel ezelőtt  kéthúros hangszereket használtak, amelyek hasonlóak a kazak dombrához és prototípusaik lehetnek.
Ugyanakkor az ősi Hvárezm ásatásainál ugyanebből az időből pengetős hangszereken játszó zenész terrakotta figurákat találtak. A tudósok megjegyzik, hogy a hvárezmi kéthúros hangszer, amely legalább 2000 évvel ezelőtt létezett, tipológiai hasonlóságokat mutat a kazak dombrával, és egyike volt a mai Kazahsztán területén élt korai nomádok leggyakoribb hangszereinek.
Az eurázsiai kontinens írásbeli emlékei alapján arra a következtetésre juthatunk, hogy a dombra, valamint a szárazföldön élő más népeknél a dombra és a hozzá hasonló hangszerek az ősi idők óta ismertek. Az eurázsiai térség különböző időszakaiból található emlékekben föllelhetjük ennek a pengetős hangszernek a jelenlétét, különös tekintettel a hun, szaka eredetű emlékekre. Ez a hangszer megtalálható a kunoknál (kumánoknál) is. A kunok – a kipcsakok európai neve.
A török népek (hunok, avarok, bolgárok, kazárok, polovcok, hordai népek) hosszú befolyása alatt a keleti szlávok is befogadták a dombra nevű hangszert.
A dombra első írásbeli említéseivel a középkorban találkozunk. Abu Naszr al-Fárábi műveiben olvashatunk egy, a dombrához hasonló tamburaszerű hangszerről. Az üzbég kettős húros duettot, amely nagyon hasonlít a dombrára, először al-Hussein „Zenei kánon” című feljegyzésében említi. A kazak népi hangszer, a dombra említésével a XIV. században találkozunk. Fő formája és felépítése nem kapcsolódik a kazak dombrához, de az ilyen hangszernevek hasonlósága úgy tűnik arra utal, hogy közös eredetük van.
Marco Polo írásaiban megjegyezte, hogy ez a hangszer jelen volt a nomád törökök harcosai körében, akiket abban az időben a ruszok tatároknak hívtak. A harc előtt énekeltek és játszottak, hogy megfelelő hangulatba kerüljenek.
2012-ben kifejlesztették az elektromos dombrát.

## A dombra eredetéről szóló legendák
A dombrával és kialakulásával kapcsolatban számos legenda született.

## Dombra – a kúı hangszere
A kazakok számára a kúı több, mint egy alkotás; népük történelmének, szokásainak és kultúrájának hangzó oldala. Ezért a kazakok igen nagyra értékelték a kúı-előadókat, a kúıshikat (күйші [küjsi]), akik között a dombrások képviselték a túlnyomó többséget. A kúıshi dombra-, qobyz- (қобыз) vagy sybyzǵy- (cыбызғы – 60–80 cm hosszú furulya) zenész. A kazak emberek azt mondják: „Нағыз қазақ — қазақ емес, нағыз қазақ — домбыра!”, ami azt jelenti, hogy „az igazi kazak — nem kazak, az igazi kazak — dombra!” Ez kifejezi a dombra játék fontosságát minden kazak számára, egyúttal a kazakoknak ehhez a hangszerhez fűződő különleges szeretetét.

## Dombra a kazak kultúrában

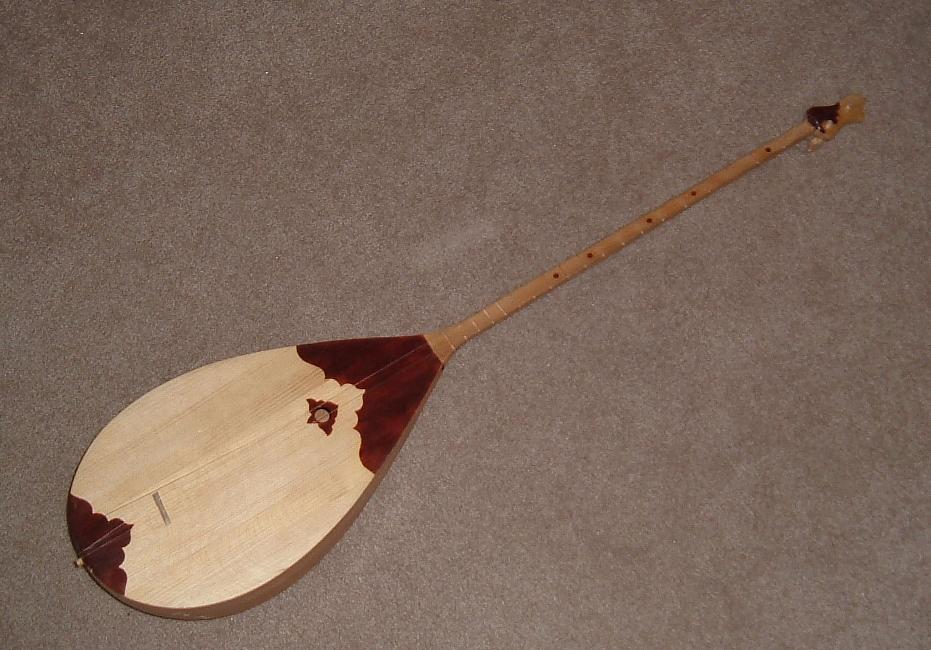
Kazak dombra

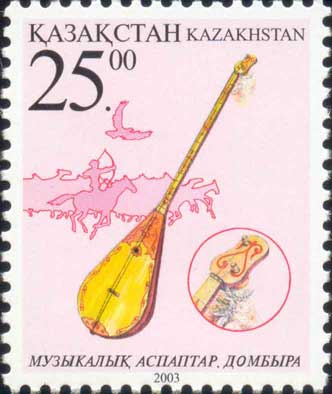
Dombra Kazahsztán postai bélyegén

A dombra (kazakul: домбыра) a legnépszerűbb, kéthúros pengetős népi hangszer. Teste körte alakú, nyaka hosszú, érintőkkel. A húrokat általában kvart vagy kvint hangolással hangolják.
Kíséretként, szóló és zenekari hangszerként, a kazak népzene fő hangszereként használják. A modern előadók is használják. Olyannyira, hogy még rap kíséretére is.
1934-ben, a Kazak Nemzeti Népi Hangszerek Zenekarának megalapításával megszülettek a dombra típusai, például prima, alt, tenor, basszus, kontrabass.
Érdemes megjegyezni, hogy Kazahsztán nyugati régióiban egyedülálló hagyománya van a dombra játékának.
Az egyik legnagyobb dombrajátékos a kazak népzenész és zeneszerző Qurmanǵazy Saǵyrbaıuly (Құрманғазы Сағырбайұлы), aki nagy befolyással volt a kazak zenei kultúra fejlődésére, ideértve a dombrazenét is: „Adai” zenei kompozíciója népszerű Kazahsztánban és külföldön egyaránt.
Abaı Qunanbaıuly (Абай Құнанбайұлы) kazak költőt gyakran ábrázolják úgy, hogy nyugalomban tartja a dombrát, és ezt a Független Államok Közösségének posztszovjet nemzeteiben sokan nagy tisztelettel a nemzetiség szimbólumának tartják.
A dombra fontosságát jelzi a kazak kultúrában, hogy július első vasárnapját a nemzeti hangszer, a dombra napjának nyilvánították. Először 2018. július 1-jén ünnepelték.
2022. május 24-én a nur-szultáni, fizikára és matematikára szakosodott Nazarabjev elitiskolában Giunness-rekordot állítottak föl azzal, hogy a tanévet 1001 fő részvételével a legnépesebb dombra órát tartották.

## Felépítése
A dombra hossza 80–130 cm. Az érintők lehetnek rögzítettek, bevágottak, vagy mint az üzbég dombráknál, teljesen hiányoznak.

## Hangolása
| húr | hangjegy | oktáv |
| --- | -------- | ----- |
| 1   | g (szó)  | kis   |
| 2   | d (re)   | kis   |

A dombra üres húrjainak hangjai tiszta kvart hangközt alkotnak. Ez lehet tiszta kvint is.
Számos népi és regionális hangolás létezett. Itt a kazak standard koncert prima dombra leginkább elfogadott akadémiai hangolása látható. 

## Fajtái

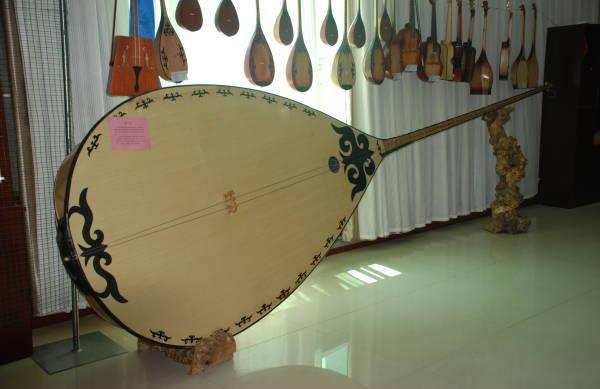
A legnagyobb dombra Ómirbek Qanaı gyűjteményében

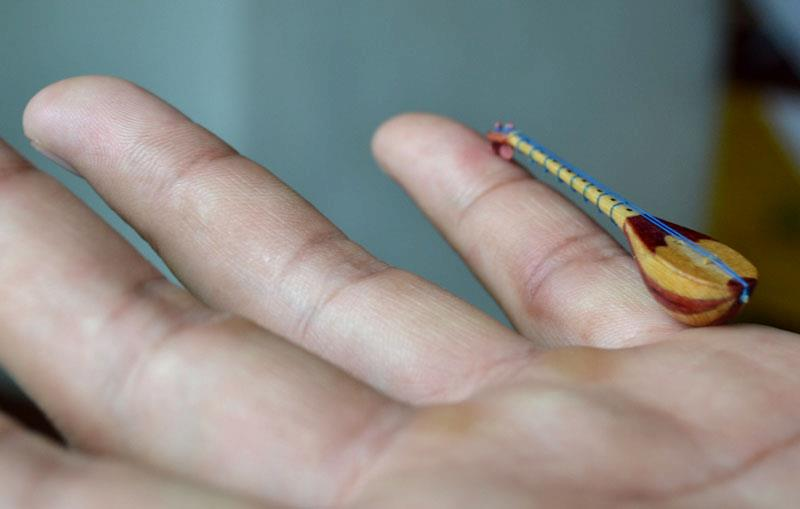
A legkisebb dombra Ómirbek Qanaı gyűjteményében

Nem csak a kazakok rendelkeznek olyan hangszerrel, mint a dombra, ennek a hangszernek sok országban van analógiája. Hasonló hangszer más kultúrákban: az oroszban – domra, a tadzsikban – dumrak, az üzbégben – dumbyra, dumbrak. Hasonló alakú a türkmén – dutár, a baskír – dumbyra, az azovi nogaj – dombyra, az azerbajdzsáni és a török – saz, a jakut – Taҥsyr. Ezek a hangszerek néha különböznek a húrok számában (legfeljebb 3 húr), valamint a húrok anyagában (nylon, fém). 